# Andre Johnson
Andre Lamont Johnson (nascido em 11 de julho de 1981) é um ex-jogador de futebol americano que jogava como wide receiver e passou a maior parte de sua carreira de quatorze anos no Houston Texans da National Football League (NFL). Ele jogou futebol americano universitário na Universidade de Miami e foi selecionado pelos Texans em terceiro lugar no Draft da NFL de 2003.
Ele é o décimo primeiro de todos os tempos em recepções na NFL, e 10º de todos os tempos em jardas da NFL. Johnson detém quase todos os recordes dos Texans. Ele também jogou no Indianapolis Colts e no Tennessee Titans.
Ficou conhecido como um dos wide receivers mais produtivos da NFL de sua época. Em 2024, Johnson foi selecionado para entrar no Hall da Fama do Futebol americano Profissional, tornando-se o primeiro jogador do Texans a ser nomeado.

## Primeiros anos
Johnson frequentou a Miami Senior High School, onde se formou em 1999 e foi classificado como uma das principais perspectivas no país. Em seu último ano, Johnson recebeu 32 passes para 931 jardas e foi nomeado um All-American.

## Carreira na Faculdade
Johnson se matriculou na Universidade de Miami, onde foi um wide receiver do time de futebol americano, Miami Hurricanes, de 2000 a 2002. Ele foi co-MVP do Rose Bowl de 2002, no qual Miami derrotou Nebraska por 37-14 para coroar uma temporada invicto e seu quinto campeonato nacional. Nesse jogo, Johnson teve dois touchdowns e 199 jardas.
Johnson terminou sua carreira na faculdade pegando 92 passes para 1.831 jardas (média de 19,9 jardas) e 20 touchdowns. Suas 1.831 jardas estão em quinto lugar na lista de todos os tempos da Universidade de Miami.
Johnson foi introduzido no Hall da Fama dos Esportes da UM em 10 de abril de 2014 em uma cerimônia em Miami.
Enquanto estudava em Miami, Johnson praticou atletismo. Em 2002, ele venceu uma corrida de 60 metro da Big East com um tempo de 6,81 segundos no Big East Indoor Championship e, em seguida, venceu os 100 metros com 10,59 segundos no Big East Outdoor Championships. Ele venceu os 200 metros no Campeonato GMAC de 2003 com um tempo de 21,48 segundos.

### Estatísticas da Faculdade
|                  |                  |    | Recebidos | Recebidos | Recebidos |
| Ano              | Equipa           | GP | Rec       | Jardas    | TDs       |
| ---------------- | ---------------- | -- | --------- | --------- | --------- |
| 2000             | Miami            | 11 | 3         | 57        | 1         |
| 2001             | Miami            | 11 | 37        | 682       | 10        |
| 2002             | Miami            | 12 | 52        | Em 1.092  | 9         |
| Faculdade totais | Faculdade totais | 35 | 92        | 1,831     | 20        |

Fonte:

## Carreira Profissional
| 1.88 m                                                                                   | 104 kg | 4.41 s | 4.10 s | 0.99 m | 3.35 m | 23 |
| Todos os valores da NFL Combine, exceto para a de 40 m e 20-ss a partir de Miami Pro Dia |        |        |        |        |        |    |

### Houston Texans

#### Temporada de 2003
Johnson foi a terceira escolha geral no Draft de 2003 pelo Houston Texans. Ele rompeu relações com os agentes da NFL Michael Huyghue e Jeff Moorad antes de contratar o advogado de esportes Don West Jr. para negociar seu contrato de novato com os Texans. Johnson assinou um contrato no valor de US $ 39 milhões por seis anos e conseguiu iniciar rapidamente os treinos a tempo devido a uma negociação oportuna do contrato. Seu contrato de novato incluía US $ 13,501 milhões em remuneração garantida.
Em sua temporada de estreia, ele foi titular em todos os 16 jogos, tendo 66 recepções para 976 jardas e quatro touchdowns. Ele também teve cinco corridas para -10 metros.

#### Temporada de 2004
Em 2004, ele se entendeu muito bem com o quarterback dos Texans, David Carr, e teve 79 recepções para 1.142 jardas e seis touchdowns. Ele foi selecionado para seu primeiro Pro Bowl em reconhecimento à sua temporada.

#### Temporada de 2005

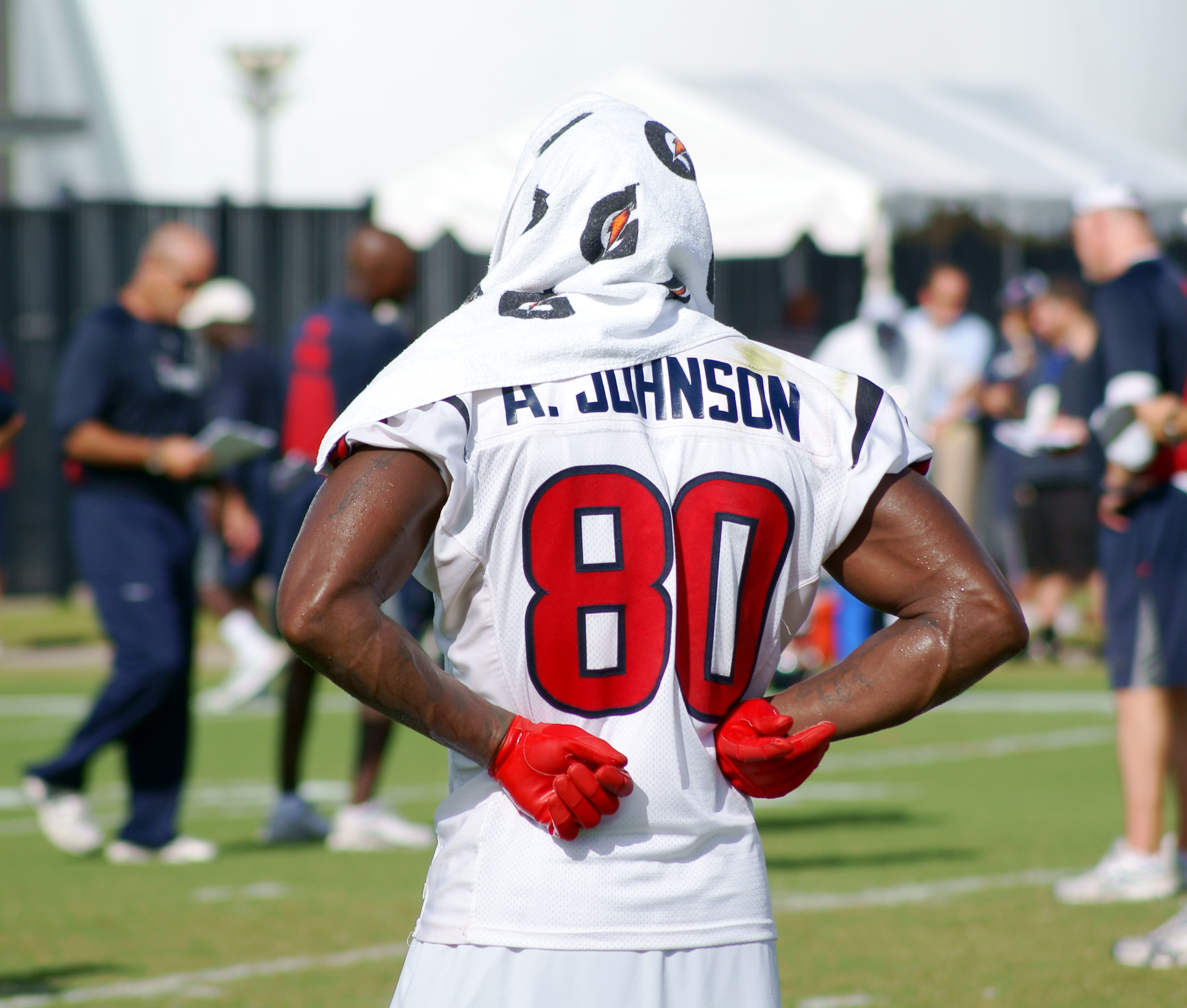
Johnson nos treinos do Houston Texans

Na temporada de 2005, no entanto, Johnson regrediu. Ele jogou apenas 13 partidas devido a contusões e teve 63 recepções para 688 jardas e dois touchdowns, enquanto os Texans com o pior registro da história da franquia, 2-14.
Quando entrevistado em 2012, Johnson disse que estava frustrado com a equipe, mesmo dizendo que às vezes "não queria se levantar e ir trabalhar".

#### Temporada 2006
Johnson retornou da lesão e foi titular em todos os 16 jogos. Ele liderou a NFL em recepções com 103 para 1.147 jardas e 5 touchdowns e fez sua segunda aparição no Pro Bowl.

#### Temporada de 2007
Em 3 de março de 2007, os Texans assinaram com Johnson uma prorrogação de seis anos; o negócio valeu US $ 60 milhões e inclui US $ 15 milhões em garantias.
Em 2007, Johnson perdeu 7 jogos devido a lesão. Ele retornou no meio da temporada para terminar com 851 jardas e 8 touchdowns. Ele liderou a liga em jardas recebidos por jogo em 2007 com 95,6.

#### Temporada 2008
Em 14 de dezembro de 2008, Johnson registrou seu primeiro jogo de 200 jardas com 207 jardas e 1 touchdown na vitória dos Texans por 13-12 sobre o Tennessee Titans. Johnson terminou a temporada de 2008 com recordes de recepções e jardas recebidas, totalizando 115 recepções para 1.575 jardas (ambas lideraram a liga) e 8 touchdowns.
Nesta mesma temporada, Johnson se tornou o primeiro jogador da história da NFL a ter 7 jogos com pelo menos 10 recepções.

#### Temporada de 2009
Em 2009, Johnson mais uma vez liderou a liga em recepção com 1.569 em 101 recepções e 9 touchdowns para levar os Texans a um recorde de 9-7, o primeiro recorde de vitórias na história da franquia.
Johnson juntou-se a Jerry Rice como os únicos dois receptores desde a fusão da liga a liderar a liga em jardas de recepção em temporadas consecutivas.
No entanto, os Texans não foram para os playoffs pois o Baltimore Ravens e o New York Jets, que também terminaram com 9 vitórias e 7 derrotas, mas tiveram recordes de conferência superiores.

#### Temporada de 2010
Em 4 de agosto de 2010, Johnson tornou-se o wide receiver mais bem pago na história da NFL quando assinou uma extensão de contrato de dois anos, mantendo-o sob contrato até a temporada de 2016.

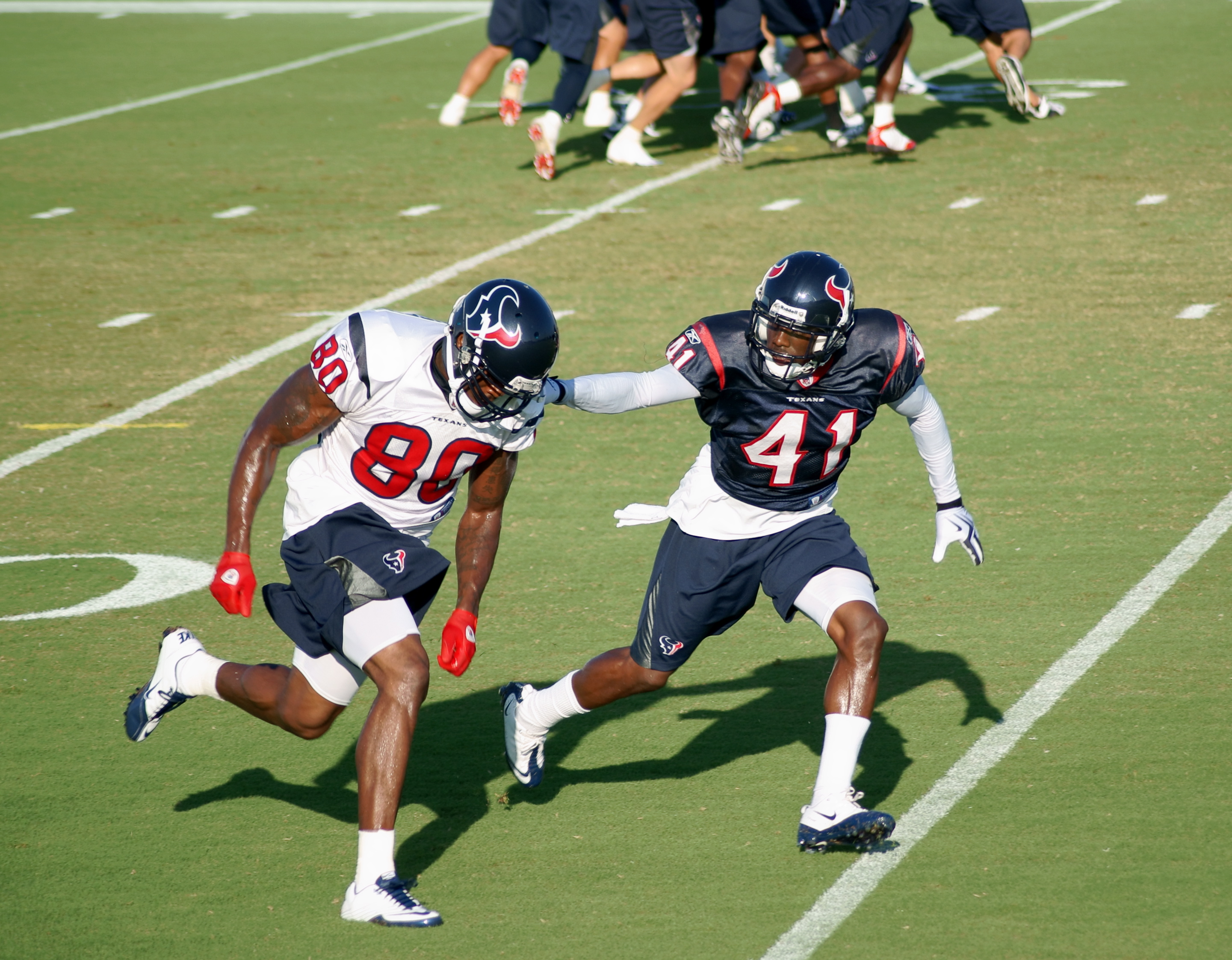
Johnson (80) durante os treinos dos Texans em 2010.

Em 28 de novembro de 2010, Johnson se tornou o primeiro jogador na história da NFL a ter 60 ou mais recepções em cada uma de suas oito primeiras temporadas.
No mesmo jogo, ele brigou com o cornerback do Tennessee Titans, Cortland Finnegan. Depois de ser segurado para fora da linha de scrimmage por Finnegan pelo pescoço repetidamente vezes durante todo o jogo, Johnson perdeu a paciência e tirou o capacete de Finnegan. Finnegan então removeu o capacete de Johnson e foi prontamente jogado no chão por sua camisa. Johnson então começou a atacar Finnegan na parte de trás de sua cabeça e pescoço antes de ser puxado pelo árbitro. Johnson e Finnegan foram ejetados do jogo, mas não suspensos. Ambos foram multados em US $ 25.000 por suas ações antidesportivas.
Ele foi convidado para o Pro Bowl de 2011, mas os Texans terminaram com recorde 6-10 e não foram para os playoffs mais uma vez.

#### Temporada de 2011
As coisas melhoraram para os Texans na temporada de 2011, após as primeiras três semanas, já que Johnson havia conseguido 7 passes em cada um dos três primeiros jogos por pelo menos 90 jardas por jogo e teve duas capturas de touchdown. Johnson sofreu uma lesão no tendão na semana 4 contra o Pittsburgh Steelers, a lesão fez com que ele perdesse nove jogos e jogasse limitado nos outros três.
Johnson terminou a temporada com 7 jogos disputados, 33 recepções, 492 jardas e 2 touchdowns, mas os Texans, em sua décima temporada na NFL, foram para os playoffs pela primeira vez na história da franquia, vencendo a Divisão Sul da AFC com um recorde de 10-6.

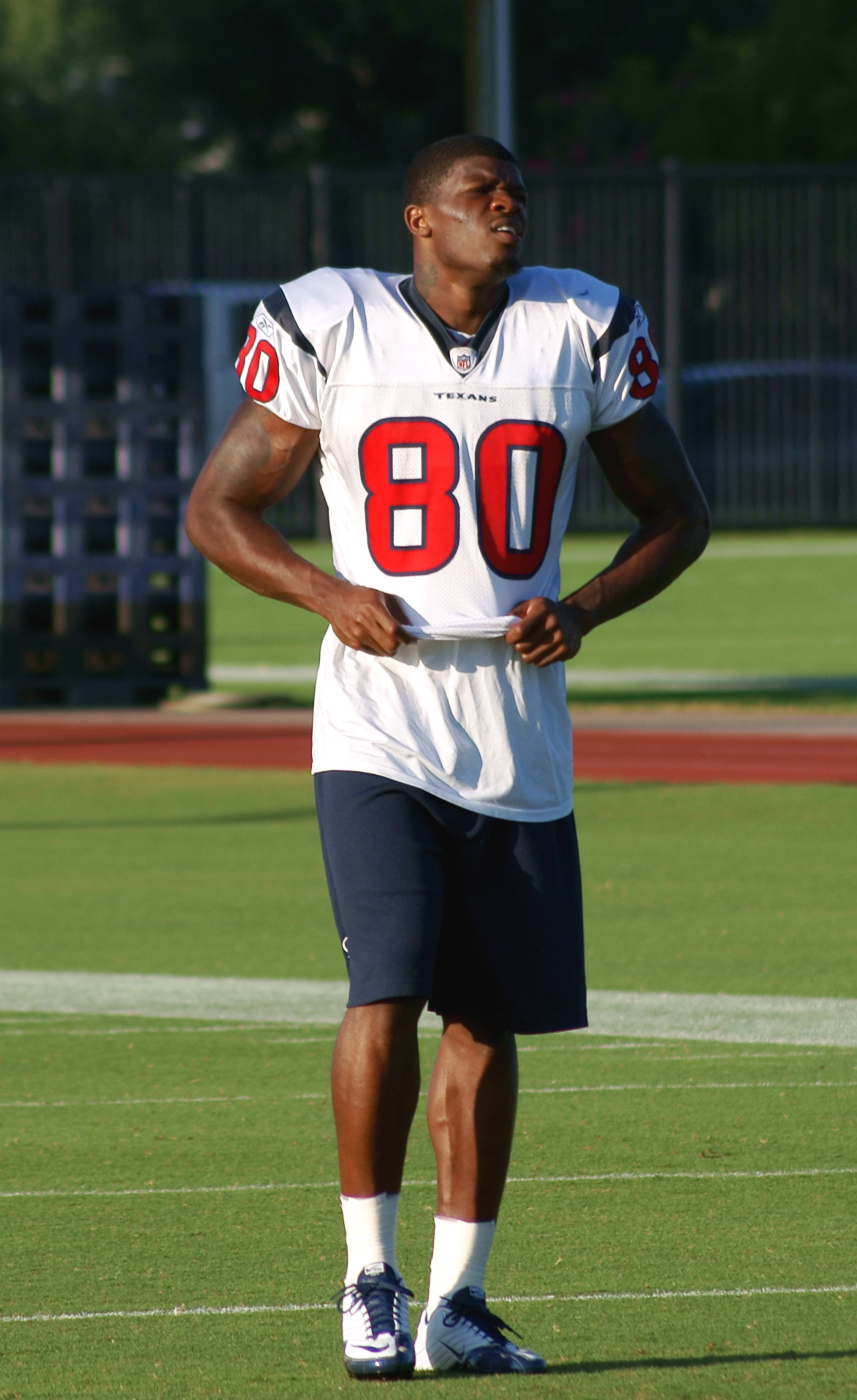
Johnson em 2010.

Johnson fez sua estréia nos playoffs contra o Cincinnati Bengals em 7 de janeiro de 2012. No jogo, Johnson teve 5 recepções para 90 jardas, incluindo uma recepção de 40 jardas. Os Texans venceram por 31-10 e avançaram para a Divisional Round, onde perderam para o Baltimore Ravens por 20-13. Johnson recebeu 8 passes para 111.

#### Temporada de 2012
Em 14 de outubro de 2012, Johnson tornou-se o primeiro jogador dos Texans na história da franquia a atingir o marco de 10.000 jardas durante uma derrota no Sunday Night Football para os Packers em 2012.
Em 18 de novembro de 2012, Johnson teve o melhor jogo de sua carreira na vitória da semana 10 sobre o Jacksonville Jaguars. Ele teve 14 recepções para 273 jardas naquele jogo, incluindo um touchdown de 48 jardas na prorrogação. Suas recepções são a 9º melhor em um jogo na história da NFL e foi o melhor desde Terrell Owens que teve 283 jardas para o San Francisco 49ers em 2000.
Em 22 de novembro, Johnson fez 9 recepções para 188 jardas em uma vitória na semana 11, novamente na prorrogação, sobre o Detroit Lions no Dia de Ação de Graças, cruzando a marca de 1.000 jardas pela sexta vez em sua carreira. Johnson estabeleceu o recorde da NFL para mais recepções em dois jogos com 461 jardas, superando o recorde anterior de 450 jardas estabelecido por Chad Johnson. Devido aos esforços de Johnson, ele foi nomeado o Jogador Ofensivo do Mês da AFC.
Johnson terminou a temporada de 2012 da NFL em segundo em jardas com 1.598 jardas. Johnson teve uma das melhores temporadas de sua carreira, apesar de ter sofrido uma lesão na virilha que limitou sua produção durante a primeira metade da temporada. Johnson teve sua terceira temporada de 1.500 jardas em sua carreira. Ele está empatado com Marvin Harrison e atrás de Jerry Rice, que teve 4 temporadas.
Johnson foi selecionado para jogar no Pro Bowl de 2013, sua sexta seleção. Johnson foi eleito para o Segunda-Time de 2012 da All-Pro Team, sua 5ª seleção All-Pro em sua carreira.

#### Temporada de 2013
Em 2013, Johnson teve outra temporada sólida. Ele foi titular em todos os 16 jogos dos Texans. Ele teve 109 recepções para 1.407 jardas e cinco touchdowns.

#### Temporada de 2014
Na temporada de 2014, Johnson foi titular em 15 jogos. Ele teve 85 recepções para 936 jardas e três touchdowns no que foi sua última temporada com os Texans.

#### Dispensa dos Texans
Em 2 de março de 2015, Johnson foi informado de que não seria titular dos Texans na temporada de 2015. Ele recebeu permissão para procurar um novo time e, se não for bem sucedido, seria dispensado. Depois de não conseguir encontrar uma equipe disposta a negociar, os Texans o dispensaram em 9 de março de 2015. Ele jogou 12 de suas 14 temporadas na NFL com os Texans.

### Indianapolis Colts
Em 11 de março de 2015, Johnson concordou com um contrato de três anos no valor de US $ 21 milhões com o Indianapolis Colts.
Com a aposentadoria de Reggie Wayne, Johnson de 34 anos, começou a temporada de 2015 como líder ativo da NFL em jardas, até ser passado por Steve Smith Sr. na semana 4 de 2016.
O melhor jogo da temporada de 2015 de Johnson veio contra sua antiga equipe, os Texans, onde ele pegou seis passes para 77 jardas e dois touchdowns. Johnson foi dispensado em 9 de março de 2016. Em sua única temporada com os Colts, Johnson fez 41 recepções para 503 jardas e quatro touchdowns.

### Tennessee Titans
Em 29 de julho de 2016, Johnson concordou em um contrato de dois anos com o Tennessee Titans. Em sua temporada com os Titans e sua temporada final da NFL, ele jogou apenas oito jogos e foi titular em quatro. Ele teve nove recepções para 85 jardas e dois touchdowns.

### Aposentadoria
Johnson anunciou sua aposentadoria em 31 de outubro de 2016. Em 19 de abril de 2017, Johnson assinou um contrato de um dia com os Texans apenas para que ele pudesse se aposentar oficialmente como membro da equipe.
Durante sua entrevista coletiva de despedida ele disse que seu único arrependimento era não ter ganho um campeonato para Houston e "mesmo quando estava com os Colts e os Titans, meu coração nunca saiu deste lugar."
Em 19 de novembro de 2017, Johnson recebeu o primeiro anel de honra dos Texans.
Em 8 de fevereiro de 2024, Johnson foi selecionado para o Pro Football Hall of Fame, em seu terceiro ano de elegibilidade e como finalista. Johnson se tornou o primeiro jogador do Texans a ser eleito para o Hall da Fama, já que a franquia surgiu em 2002.

## Estatísticas da Carreira

### Temporada Regular
| Ano   | Time | Jogos | Jogos | Recepções | Recepções | Recepções | Recepções | Recepções | Correndo | Correndo | Correndo | Correndo | Correndo | Fumbles | Fumbles  |
| Ano   | Time | JD    | JT    | Rec       | Jardas    | Média     | Lng       | TD        | Ten      | Jardas   | Média    | Lng      | TD       | FUM     | Perdidos |
| ----- | ---- | ----- | ----- | --------- | --------- | --------- | --------- | --------- | -------- | -------- | -------- | -------- | -------- | ------- | -------- |
| 2003  | HOU  | 16    | 16    | 66        | 976       | 14.8      | 46E       | 4         | 5        | -10      | -2.0     | 11       | 0        | –       | –        |
| 2004  | HOU  | 16    | 16    | 79        | 1 142     | 14,5      | 54E       | 6         | 4        | 12       | 3,0      | 14       | 0        | 1       | 1        |
| 2005  | HOU  | 13    | 13    | 63        | 688       | 10,9      | 53E       | 2         | 6        | 10       | 1,7      | 5        | 0        | 1       | 1        |
| 2006  | HOU  | 16    | 16    | 103       | 1 147     | 11,1      | 53        | 5         | 3        | 14       | 4.7      | 18       | 0        | 1       | 0        |
| 2007  | HOU  | 9     | 9     | 60        | 851       | 14,2      | 77E       | 8         | –        | –        | –        | –        | –        | 1       | 1        |
| 2008  | HOU  | 16    | 16    | 115       | 1 575     | 13,7      | 65        | 8         | –        | –        | –        | –        | –        | 1       | 1        |
| 2009  | HOU  | 16    | 16    | 101       | 1 569     | 15,5      | 72E       | 9         | 2        | 10       | 5.0      | 7        | 0        | 1       | 0        |
| 2010  | HOU  | 13    | 13    | 86        | 1 216     | 14,1      | 60        | 8         | 2        | 10       | 5.0      | 7        | 0        | 1       | 0        |
| 2011  | HOU  | 7     | 7     | 33        | 492       | 14,9      | 50        | 2         | 1        | 8        | 8.0      | 8        | 0        | –       | –        |
| 2012  | HOU  | 16    | 16    | 112       | 1 598     | 14,3      | 60E       | 4         | –        | –        | –        | –        | –        | –       | –        |
| 2013  | HOU  | 16    | 16    | 109       | 1 407     | 12,9      | 62E       | 5         | –        | –        | –        | –        | –        | –       | –        |
| 2014  | HOU  | 15    | 15    | 85        | 936       | 11,0      | 35        | 3         | –        | –        | –        | –        | –        | 3       | 3        |
| 2015  | IND  | 16    | 14    | 41        | 503       | 12,3      | 35        | 4         | –        | –        | –        | –        | –        | –       | –        |
| 2016  | TEN  | 8     | 4     | 9         | 85        | 9,4       | 20        | 2         | –        | –        | –        | –        | –        | –       | –        |
| Total | 193  | 187   | 1 062 | 14 185    | 13,4      | 77        | 70        | 23        | 54       | 2,3      | 18       | 0        | 10       | 7       |          |

### Pós-Temporada
| Ano   | Equipe | Jogos | Jogos | Recepções | Recepções | Recepções | Recepções | Recepções | Correndo | Correndo | Correndo | Correndo | Correndo | Fumbles | Fumbles |
| Ano   | Equipe | JD    | JT    | Rec       | M         | Média     | Gnl       | TD        | Ten      | M        | Média    | Gnl      | TD       | FUM     | Perdido |
| ----- | ------ | ----- | ----- | --------- | --------- | --------- | --------- | --------- | -------- | -------- | -------- | -------- | -------- | ------- | ------- |
| 2011  | HOU    | 2     | 2     | 13        | 201       | 15,5      | 40        | 1         | –        | –        | –        | –        | –        | –       | –       |
| 2012  | HOU    | 2     | 2     | 12        | 157       | 13,1      | 22        | 0         | –        | –        | –        | –        | –        | –       | –       |
| Total | 4      | 4     | 25    | 358       | 14,3      | 40        | 1         | –         | –        | –        | –        | –        | –        | –       |         |

## Prêmios e Recordes

### Carreira
- 7× Pro Bowl (2004, 2006, 2008, 2009, 2010, 2012, 2013)
- 2× Primeiro-Time All-Pro (2008, 2009)
- 2× Segunda-Time All-Pro (2006, 2012)
- 3× Wide Receiver do Ano (2006, 2008, 2009)
- 2× Líder da NFL em Jardas (2008, 2009)
- 3× Líder da AFC em Jardas (2008, 2009, 2012)
- 2× Jogador da AFC do Mês (outubro de 2008 a novembro de 2012)
- Clube das 1,000 recepções
- Clube das 10,000 jardas

### Recordes da NFL
- Único jogador na história da NFL com mais de 60 recepções em sua primeira 8 temporadas
- Mais jogos com 10+ recepções na temporada: 7 (empatado com Wes Welker e Brandon Marshall)
- Mais temporadas com mais de 100 recepções: 5 (empatado com Wes Welker)
- Mais temporadas com mais de 100 recepções e 1.400+ jardas: 4
- Mais jogos com 10+ recepções

### Recordes dos Texans
- Mais recepções (1,012)
- Mais jardas (13,597)
- Mais recepções para touchdown (64)
- Mais recepções em uma única temporada: 115 (2008)
- Mais jardas em uma única temporada: 1,598 (2012)
- Mais temporadas com mais de 100 recepções: 5
- Maior jardas de média por jogo (temporada): 99.9 (2012)
- Mais jogos como titular: 169

## Vida Pessoal
Em 2003, na temporada de estreia de Johnson, ele fundou a Fundação Andre Johnson para crianças e adolescentes que crescem em lares monoparentais. Ele tem uma filha, Kylie, que nasceu em fevereiro de 2010.
Em 4 de dezembro de 2012, Johnson foi manchetes em todo o mundo quando gastou mais de US $ 19.000 para crianças entre 8 e 16 anos em Serviços de Proteção à Criança para fazer compras na Toys R 'Us. A Fundação de Caridade Andre Johnson, financiou a farra. A maratona de compras é um evento que a Johnson participa anualmente; no entanto, devido a uma foto dele segurando longos recibos, este foi o primeiro ano em que a onda de compras gerou atenção mundial. Depois da festa, Johnson também se juntou ao programa Blue Santa, do Departamento de Polícia de Houston, para surpreender 800 alunos da Escola Básica Bastian, em Houston, com presentes de Natal.